# Li Ka-Shing
Li Ka-shing (em chinês 李嘉诚; 13 de junho de 1928) é um empresário Chinês, natural de Shantou mas residente em Hong Kong. É segundo a revista Forbes, é o 32.° na lista dos mais ricos do mundo, com uma fortuna de 38.1 bilhões de dólares (2013). Começou vendendo flores de plástico, nos anos 50.
Li Ka-shing, presidente do Grupo Cheung Kong, mantém investimentos em 53 países e 220 mil empregados. Seus empreendimentos abrangem as áreas imobiliária, portuária, energética e de telecomunicações, com um patrimônio avaliado em US$ 31,5 bilhões. Li foi certificado consecutivamente pela revista norte-americana Fortune como o chinês mais rico do planeta.
Além de ser um multimilionário, Li ainda é considerado como um grande filantropo. Em 1980, estabeleceu sua Fundação que em 1981 incentivou a fundação da Universidade de Shantou, à qual desde aí doou mais de 3 bilhões de dólares de Hong Kong. A universidade congrega uma faculdade de medicina e cinco hospitais anexos. Além disso, a Fundação de Li tem promovido uma série de projetos de assistência médica, inclusivamente equipamento de membros artificiais, cirurgias de recuperação de visão, apoio aos pacientes de câncer, etc. Nos últimos vinte anos, Li tem doado dezenas de bilhões dólares de Hong Kong nas áreas de saúde pública e educação. Quanto a isso, Li afirmou:
"Acho que as condições médicas são um símbolo do desenvolvimento social. Em qualquer país, apesar da diferença dos regimes sociais, o acesso para tratamento médico é sempre importante. E o desenvolvimento da saúde pública também estimula o progresso social. Por exemplo, uma pessoa perdeu pernas num acidente, se for equipado com membros artificiais, ainda conseguirá trabalhar. Então, trará uma grande influência para sua vida, quero dizer, aumentará sua confiança e esperança para o futuro."
Em 2012 a Revista Forbes classificou Ka-shing como a nona pessoa mais rica do mundo, com 25,5 bilhões de dólares

## Vida
Li Ka-shing nasceu em 1928, em Shantou, província de Guangdong, numa família de eruditos. O seu pai era diretor de uma escola primária. Li era um menino curioso e aplicado, cujo sonho era ser um médico. Em 1937, o Japão desencadeou a guerra de invasão contra a China, quebrando o seu sonho. Em 1940, a família de Li refugiou-se em Hong Kong, onde começou sua adolescência cheia de sofrimentos.
"O meu pai arranjou um trabalho em Hong Kong, mas seu salário não era suficiente para suportar meu estudo na escola. Todas as noites eu ouvia sua tosse. No início, ele não a levou a sério, e quando percebeu a gravidade, era tarde demais. Foi levado para um hospital público, mas não tínhamos condições económicas para comprar remédios, então o meu pai morreu."
O falecimento do seu pai pela doença e a pobreza da família deixaram no coração do jovem Li Ka-shing um forte desejo.
Naquela época, dizia a mim próprio, se algum dia tivesse fortuna, me lembraria da importância da medicina. Acho que em algum sentido tive sorte por que é justamente nesta época, não abandonei a vida e procurava todas as chances para estudar. Até hoje, durante as viagens, sempre faço leitura.
Sendo o filho mais velho, aos quatorze anos, Li Ka-shing assumiu a responsabilidade de sustentar toda a família, inclusive sua mãe e três irmãos. Trabalhou como aprendiz e promotor. A vida era difícil, mas nunca deixou os livros. Pela dedicação e inteligência, aos vinte anos, conseguiu o cargo de gerente-geral de uma indústria de brinquedos. Dois anos depois, com cinqüenta mil dólares de Hong Kong, Li fundou sua primeira fábrica de produtos plásticos. Depois de anos de esforços, a sua fábrica tornou-se a maior base de produção de flores plásticas do mundo.
Mas esse foi apenas o primeiro passo para o sucesso. Em 1958, entrou na área imobiliária, e em 1979, o Grupo Cheung Kong comprou o Hutchison-Whampoa, tornando-se o primeiro grupo chinês a controlar um dos principais bancos de capital britânico. Em 1986, começou a investir no Canadá, através da compra da metade das ações do Husky Energy. Agora, os investimentos de Li Ka-shing estão espalhados em cinco continentes. Li tem a sua própria filosofia em relação à fortuna que detém.
"Fortuna não quer dizer simplesmente dinheiro, para mim a fortuna é a satisfação no coração. E a contribuição para outras pessoas satisfaz a minha ansiedade, porque pode-se ganhar muito hoje, e perder tudo amanhã. O que ninguém lhe pode tirar é sua contribuição para os outros. "
Dizem que um dia de Li Ka-shing vale centenas de milhões de dólares, mas desde a fundação da Universidade de Shantou, ele sempre interfere pessoalmente na sua administração.
E quanto ao futuro da sua Fundação, disse:
Os ativos da Fundação ainda são segredo, mas posso dizer que o número é grande. E reembolso à Fundação a doação. E até à minha morte, o lucro gerado pela propriedade da Fundação não será utilizado. Isso quer dizer que o valor da Fundação crescerá anualmente, até à minha morte. E creio que os meus filhos também vão continuar esse trabalho.